# Ecuadors Davis Cup-lag
Ecuadors Davis Cup-lag styrs av Ecuadors tennisförbund och representerar Ecuador i tennisturneringen Davis Cup, tidigare International Lawn Tennis Challenge. Ecuador debuterade i sammanhanget 1961, och spelade i elitdivisionen 2010.